# Valencia de Don Juan
Valencia de Don Juan, também conhecida por Coyanza ou, em português, Coiança, é um município da Espanha na província de León, comunidade autónoma de Castela e Leão, de área 58,5 km² com população de 4565 habitantes (2007) e densidade populacional de 71,05 hab/km².
Na Idade Média, era conhecida como Valencia de Campos ou Valencia de Léon; o seu nome foi transmutado em Valencia de Don Juan, em honra do infante português D. João de Portugal, filho de D. Pedro I e Inês de Castro, e que em forma de consolo, foi agraciado pelo rei de Castela com o título de Duque de Valencia de Campos, pois feito cativo em Salamanca pelo mesmo rei de Castela, durante a Crise de 1383-1385, não pôde, por esse motivo, defender a legitimidade de seu nome ao trono perante a Corte e o povo e assim perde, para João I de Avis, o poder real português.

## Demografia
| Variação demográfica do município entre 1991 e 2004 | Variação demográfica do município entre 1991 e 2004 | Variação demográfica do município entre 1991 e 2004 | Variação demográfica do município entre 1991 e 2004 |
| --------------------------------------------------- | --------------------------------------------------- | --------------------------------------------------- | --------------------------------------------------- |
| 1991                                                | 1996                                                | 2001                                                | 2004                                                |
| 3686                                                | 3826                                                | 4185                                                | 4165                                                |